# Dapanoptera cermaki
Dapanoptera cermaki is een tweevleugelige uit de familie steltmuggen (Limoniidae). De soort komt voor in het Australaziatisch gebied.